# Ober-Ramstadt
Ober-Ramstadt är en stad i Landkreis Darmstadt-Dieburg i Regierungsbezirk Darmstadt i förbundslandet Hessen i Tyskland.